# Thranduil
Thranduil er en fiktiv person i J.R.R. Tolkiens Midgård. Han er biperson i Hobbitten og refereres til i Ringenes Herre. Thranduil er Legolas' far og konge af Dunkelskov. Thranduil førte skovelverne i Femhæreslaget.
I filmatiseringen af Peter Jackson spilles Thranduil af Lee Pace. Tauriel, lederen af hans livvagter, der spilles af Evangeline Lilly, findes derimod ikke i bogen.